# Eugenia trahyra
Eugenia trahyra är en myrtenväxtart som beskrevs av João Barbosa Rodrigues. Eugenia trahyra ingår i släktet Eugenia och familjen myrtenväxter. Inga underarter finns listade i Catalogue of Life.